# Diskordianismus

Fünffingrige Hand der Eris

Diskordianismus (von lateinisch: discordia „Zwietracht“) und davon abgeleitete Varianten wie die Church of the SubGenius sind seit den 1980er Jahren verbreitete Parodiereligionen. Gegründet wurde sie nach der Veröffentlichung ihres heiligen Buches Principia Discordia im Jahr 1963, das Greg Hill zusammen mit Kerry Wendell Thornley verfasst hatte, wobei die beiden unter den Pseudonymen Malaclypse der Jüngere und Omar Khayyam Ravenhurst arbeiteten. Manche sehen solche Spaßreligionen als Folge neuheidnischer Strömungen.

## Inhalte
Es gibt keine festgefügten Inhalte des Diskordianismus. Die auf Webseiten und in Büchern veröffentlichten Angaben zu Jahren, Personen, Gruppierungen sind frei erfunden. Ein relativ konstantes Merkmal ist die Missachtung von Autoritäten und Zwang. So ernannte Wilson alle Zuhörer seiner Vorträge zu „diskordianischen Päpsten“. Diskordier bestreiten objektive Wahrheiten. Sie lieben die Widersprüche, denn diese zeigen Grenzen der Logik auf. Um mit Widersprüchen umzugehen, müsse man das übliche logische Denken überwinden und dem Geist neue Freiheiten geben. Jemand, der gegen die Unordnung wettert und dabei unterschlägt, dass in der Unordnung auch Kreativität steckt, wird gern als Graugesicht oder als aneristisch bezeichnet.

### Sacred Chao

„Sacred Chao“: Symbol des Diskordianismus, mit Fünfeck und Zankapfel (ϰαλλιστι = Für die Schönste)

Das Sacred Chao (heiliges Chao) ist ein Symbol des Diskordianismus. Das Wort Chao soll für die Singularform von Chaos stehen; die Aussprache sei gleichlautend mit dem englischen Wort cow (Kuh), ein spielerischer Bezug auf die Redewendung „Holy Cow“, Heilige Kuh. Das Pentagon repräsentiert das Gesetz der Fünf und steht für Autorität und Ordnung; der golden dargestellte Zankapfel der Eris, mit dem sie den Trojanischen Krieg auslöste, steht für Kreativität, Chaos und Zwietracht.

### Gesetz der Fünf
Das diskordianische Gesetz der Fünf besagt, dass alles, was im Universum geschieht, in irgendeiner Art und Weise bzw. Form mit der Zahl Fünf oder einem Vielfachen von Fünf zusammenhängt. So sei zum Beispiel auch die oft erwähnte Dreiundzwanzig ein Teil des Fünfer-Gesetzes, denn 2 + 3 = 5. Wie bei der 23 ist es möglich, dass Menschen, die sich mit dem Fünfer-Gesetz beschäftigen, auf die Wahrnehmung der Zahl Fünf konditioniert werden und somit meinen, diese Zahl öfter als zuvor zu sehen.

### Der Pentabarf (die fünf Gebote)
Der Pentabarf (Penta gr. „fünf“, barf engl. „kotzen“) wurde laut der Principia Discordia „vom Apostel Zarathud in einen goldenen Stein gemeißelt aufgefunden“ und verdeutlicht die Vorliebe der Diskordier für das Paradoxe:
1. Es gibt keine Göttin außer der Göttin, und sie ist deine Göttin. Es gibt keine Erisische Bewegung außer der Erisischen Bewegung, und sie ist die Erisische Bewegung. Und jeder goldene Apfel ist das geliebte Heim eines Goldenen Wurmes.
2. Ein Diskordier soll immer das offizielle diskordische Dokumentennummerierungssystem benutzen.
3. Ein Diskordier ist zu Beginn seiner Illumination dazu verpflichtet, an einem Freitag allein nach draußen zu gehen, um fröhlich einen Hot Dog zu genießen; diese Zeremonie ist dazu da, um gegen die beliebten Heidentümer dieser Tage zu demonstrieren: gegen die katholische Christenheit (freitags kein Fleisch), das Judentum und den Islam (kein Fleisch vom Schwein), den Hinduismus (kein Fleisch von der Kuh), den Buddhismus (kein Fleisch von Tieren) und den Diskordianismus (keine Hot-Dog-Brötchen).
4. Ein Diskordier soll keine Hot-Dog-Brötchen essen, denn diese waren der Trost der Göttin, als sie mit der ursprünglichen Zurückweisung konfrontiert war.
5. Einem Diskordier ist es verboten, zu glauben, was er liest.

### Kalender
Im Diskordianischen Kalender besteht das Jahr aus fünf Jahreszeiten (Chaos, Zwietracht, Verwirrung, Bürokratie und die Nachwirkung), die Woche aus fünf Wochentagen (Sweetmorn, Boomtime, Pungenday, Prickle-Prickle und Setting Orange), und es gibt 2 × 5 Feiertage (Holydays). In Schaltjahren wird am Schalttag der Tag des „Sankt Tib“ eingefügt, der außerhalb aller Zählungen (Wochentage, Jahreszeiten) steht. Das aktuelle diskordianische Datum kann man sich bei vielen Linux-Distributionen mit der Eingabe von „ddate“ anzeigen lassen.

### Tarot
Es gibt auch Entwürfe für ein aus 73 Karten (23 Trümpfe und je 5 Zahl- und 5 Themenkarten für jedes der 5 diskordischen Elemente) bestehendes „freies“ Tarot-Set, das die diskordische Dada-Mystik aufnimmt. Eine gedruckte Version gibt es davon bislang nicht.